# PADI2
La proteína arginina-deiminasa tipo 2 es una enzima que en humanos está codificada por el gen PADI2.
Este gen codifica para un miembro de la familia de enzimas peptidil arginina deiminasa, que catalizan la modificación postraduccional de proteínas convirtiento los residuos de arginina en citrullina en presencia de iones de calcio. Los miembros de la familia tienen distintas especificidades de substrato y distinta expresión tejido-específica. El tipo II enzima es el miembro familiar más ampliamente expresado. Los substratos conocidos para esta enzima incluyen la mielina, proteína básica en el sistema nervioso central y la proteína vimentina, expresada en el músculo esquelético y macrófagos. 
Se cree que esta  enzima puede estar relacionada con  el inicio y progresión de desórdenes neurodegenerativos humanos, incluyendo la enfermedad de Alzheimer y esclerosis múltiple, y también ha sido implicada con glaucomas. Este gen existe en un grupo con otros cuatro genes homólogos.

## Otras lecturas
- Datos: Q18036424